# Nicolaes Visscher

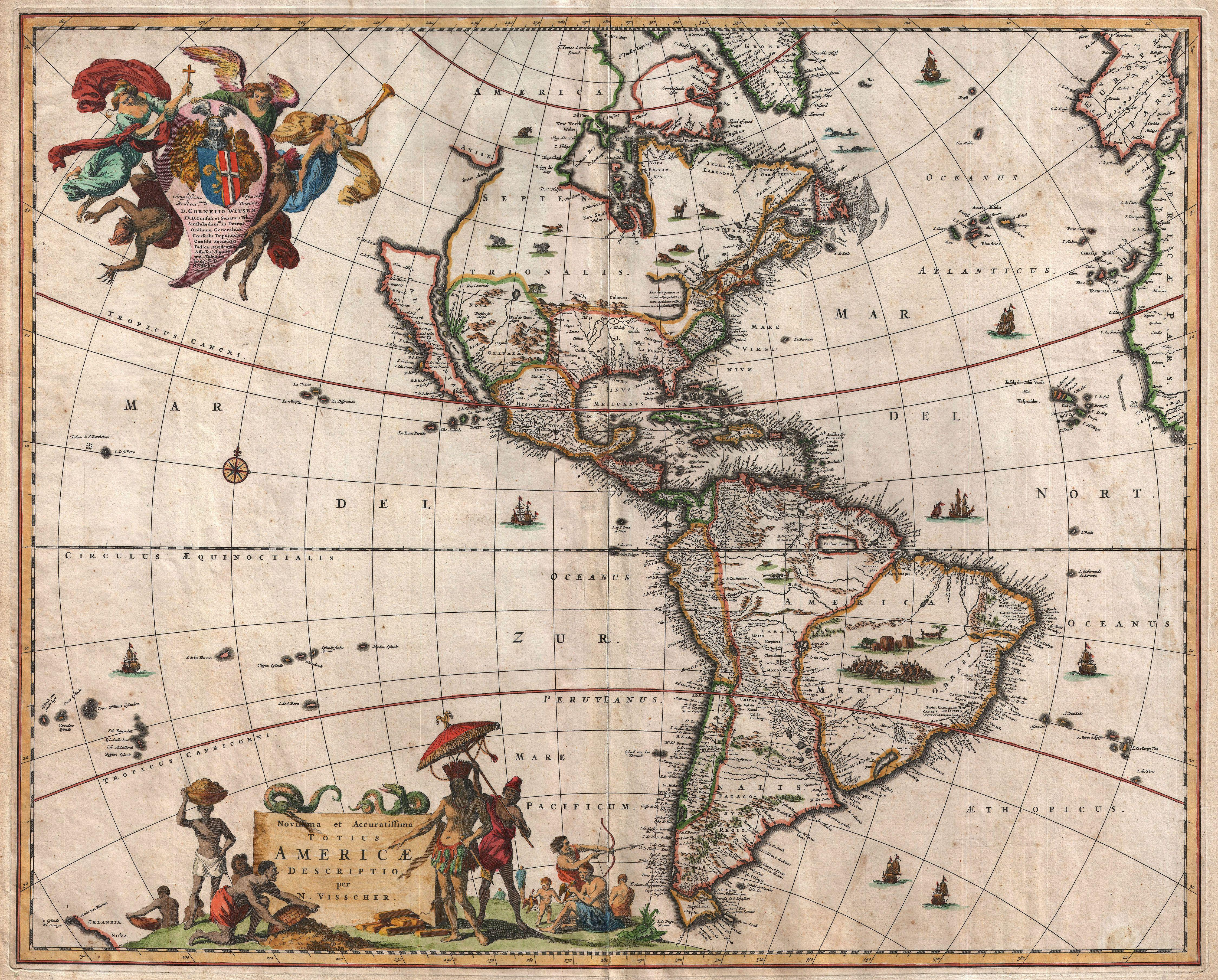
Mappa delle Americhe (1658)

Nicolaes o Nicolas o Claes Claesz. Visscher (Amsterdam, 25 gennaio 1618 – Amsterdam, 9 dicembre 1709) è stato un disegnatore, incisore, editore, illustratore e stampatore olandese del secolo d'oro.

## Biografia

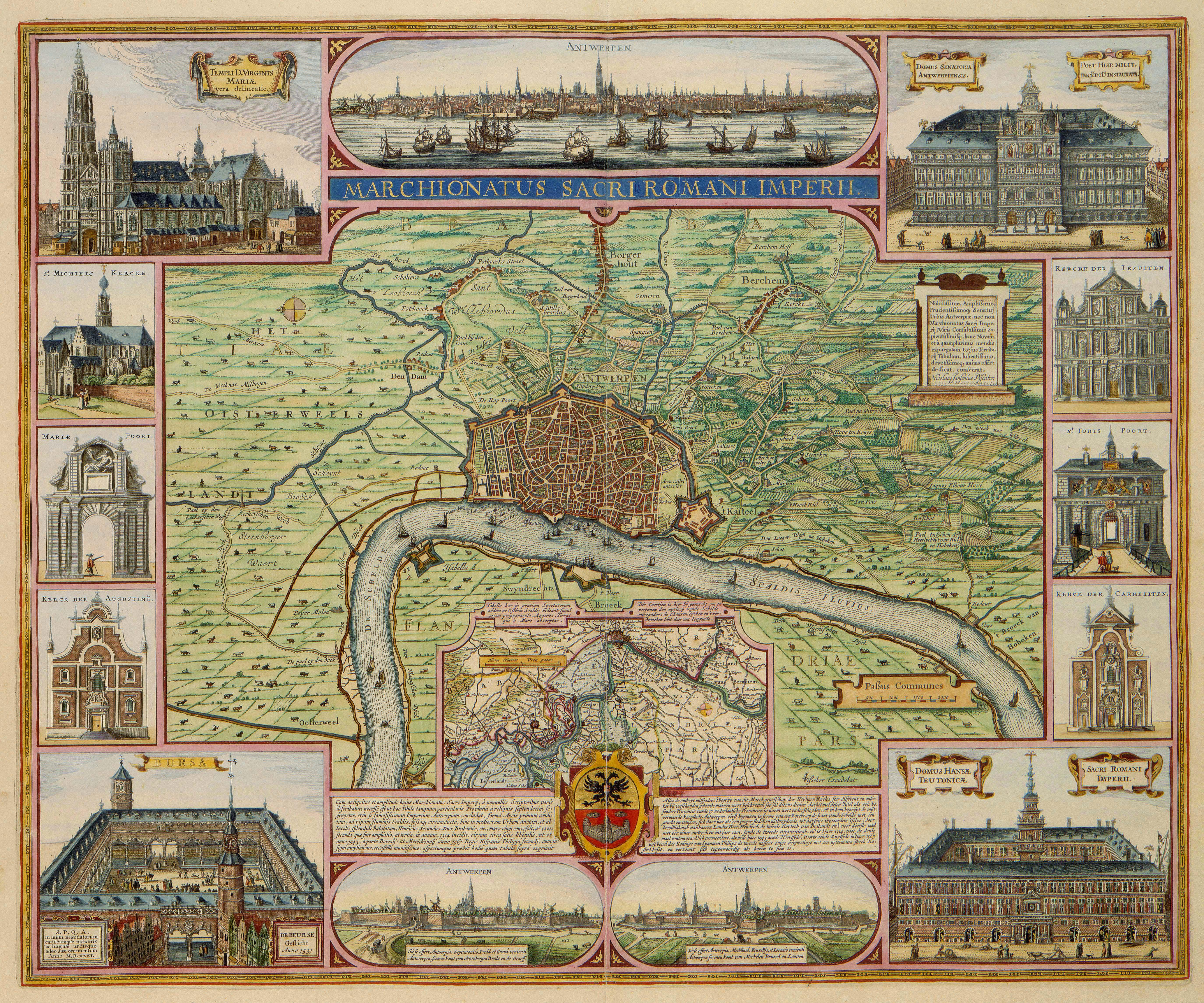
Anversa (Atlante van der Hagen) (1624)

Figlio di Claes Jansz Visscher e padre di Nicolaes, fu attivo nella sua città natale principalmente come editore di atlanti e mappe a partire dal 1633 e fino al 1679. Nel 1652 ereditò e diresse l'azienda del padre. Nel 1664 divenne membro della corporazione dei librai. Pubblicò,  inoltre, alcune raccolte di illustrazioni bibliche, come fece precedentemente anche il padre. Questo tipo di pubblicazione, ideata da Martin Lutero e da non confondersi con la Bibbia illustrata, era una Bibbia narrata per immagini corredate da un testo ridotto, non rappresentante più della metà del libro.
Sposò Cornelia Vorsten, che dopo la sua morte ne diresse l'attività per un anno.
Fu editore, ma anche incisore, realizzando soprattutto paesaggi e architetture, in particolare eseguì 16 vedute di cittadine sul Reno, Schelda e Zuiderzee.

## Opere
- Mappa delle Americhe, 45,7 × 55,9 cm, 1658
- Anversa - Atlante van der Hagen, 1624
- Londra - Atlante van der Hagen, dopo il 1688[5]
- Terra Santa, incisione, 33 × 48,3 cm, 1657[6]
- Nova Belgica et Nova Anglia, 402 x 503 mm, ristampa del 1685 da un originale del 1656[7]
- Assedio e cattura di Gennep da parte di Federico Enrico d'Orange nel 1641, Atlante van Loon, 1649[8]